# 홍치 (명)
홍치(弘治, 1488년 ~ 1505년)은 명나라 효종(孝宗) 홍치제(弘治帝)의 연호이다. 18년 가량 사용하였다.

## 개원
- 성화(成化) 23년 9월 6일[1](율리우스력 1487년 9월 22일)에 연호를 홍치(弘治)로 정하고, 다음 해 1월 1일[2](율리우스력 1488년 1월 14일)에 개원함.[3][4][5]

- 홍치(弘治) 18년 5월 18일[6](율리우스력 1505년 6월 19일)에 연호를 정덕(正德)으로 정하고, 다음 해 1월 1일[7](율리우스력 1506년 1월 24일)에 개원함.[8][9][5]

## 연대 대조표
| 홍치 | 서기(西紀) | 간지(干支) |
| 원년 | 1488년     | 무신(戊申) |
| 2년  | 1489년     | 기유(己酉) |
| 3년  | 1490년     | 경술(庚戌) |
| 4년  | 1491년     | 신해(辛亥) |
| 5년  | 1492년     | 임자(壬子) |
| 6년  | 1493년     | 계축(癸丑) |
| 7년  | 1494년     | 갑인(甲寅) |
| 8년  | 1495년     | 을묘(乙卯) |
| 9년  | 1496년     | 병진(丙辰) |
| 10년 | 1497년     | 정사(丁巳) |
| 홍치 | 서기(西紀) | 간지(干支) |
| 11년 | 1498년     | 무오(戊午) |
| 12년 | 1499년     | 기미(己未) |
| 13년 | 1500년     | 경신(庚申) |
| 14년 | 1501년     | 신유(辛酉) |
| 15년 | 1502년     | 임술(壬戌) |
| 16년 | 1503년     | 계해(癸亥) |
| 17년 | 1504년     | 갑자(甲子) |
| 18년 | 1505년     | 을축(乙丑) |

## 동시대 연호

### 베트남
- 홍득(洪德) (1470년 ~ 1497년)
- 까인통(景統) (1498년 ~ 1504년)
- 타이찐(泰貞) (1504년)
- 도안카인(端慶) (1505년 ~ 1509년)

### 일본
- 조쿄(長享) (1487년 ~ 1489년)
- 엔토쿠(延德) (1489년 ~ 1492년)
- 메이오(明應) (1492년 ~ 1501년)
- 분키(文龜) (1501년 ~ 1504년)
- 에이쇼(永正) (1504년 ~ 1521년)

## 같이 보기
- 다른 왕조의 같은 연호
  - 일본(日本) 고지(弘治, 1555년 ~ 1558년)

- 중국의 연호 목록